# Джонс, Джерри
Джерри Джонс (англ. Jerry Jones; 8 сентября 1960, Хилкрест-Хайтс, Мэриленд, США) — американский боксёр-профессионал, выступавший в тяжёлой весовой категории. Джерри Джонс служил в качестве спарринг-партнёра для Эвандера Холифилда.

## Любительская карьера
Джонс побеждал в локальных соревнованиях штата Мэриленд в начале 1980-х гг., но попав на национальный чемпионат в 1982 году, проиграл в первом же раунде отборочного тура Эйвери Ролзу единогласным решением судей.

## Профессиональная карьера
Дебютировал в 1984 году в бою с Берни Ключи, которого победил техническим нокаутом в 3 раунде.
Выиграл ещё 2 боя.
В апреле 1986 года Джонс встретился с Альфредом Скотом. Скот победил техническим нокаутом в 3 раунде.
В феврале 1989 года Джонс встретился с 3-кратным чемпионом США среди любителей и бронзовым призёром нескольких международных соревнований Майклом Бенттом. Полагаясь на колоссальный любительский опыт (156 любительских боёв, ни одного досрочного поражения, победы над звёздами мирового бокса уровня Александра Ягубкина и Рамзана Себиева), Бентт и его команда, включая тренера Эмануэля Стюарда, в ожидании лёгкой победы отнеслись весьма халатно к предсоревновательной подготовке, в частности, не учли того обстоятельства, что Джонс левша, в результате чего Джонс быстро перехватил инициативу в свои руки и победил нокаутом в 1 раунде, засыпав Бентта градом ударов и дважды отправив его на настил ринга (это сокрушительное поражение фактически поставило крест на дальнейшей карьере Бентта). В околоспортивной среде стали циркулировать слухи, что эта ситуация была подстроена промоутером Бобом Арумом, который якобы специально подыскал для Бентта скрытого левшу, в отместку за то, что Бентт отказался подписывать с ним контракт, перейдя в стан Эмануэля Стюарда. Впоследствии Бентт признал, что вся ответственность за поражение лежит на нём самом и лишний раз подтвердив, что в профессиональном боксе нельзя относиться спустя рукава даже к никому неизвестным соперникам. Эта из ряда вон выходящая победа над звездой любительского бокса принесла Джонсу известность, впоследствии его представляли в прессе не иначе как «того левшу из Мэриленда, который отправил Майкла Бентта в нокаут».
В ноябре 1989 года Джонс встретился с Рэем Мерсером. Мерсер доминировал на протяжении всего боя, в 1, 7 и 8 раундах он отправлял Джонса в нокдаун и победил единогласным решением судей.
В марте 1990 года Джонс встретился с Брюсом Селдоном. Селдон победил техническим нокаутом в 8 раунде.
В августе 1991 года Джонс проиграл раздельным решением судей непобеждённому Борису Пауэллу.
В марте 1992 года Джонс встретился с бывшим чемпионом США по версии USBA Карлом Уильямсом. Джонс победил близким единогласным решением судей.
В декабре 1992 года в бою за титул NABF Джонс встретился с Алексом Гарсией. Гарсия победил единогласным решением судей.

## Спад в карьере
После боя с Гарсией Джонс проиграл 6 поединков подряд: Марку Уилсу (по очкам), Александру Золкину (нокаутом), Лайнелу Батлеру (отказом от продолжения боя), Даниэлю Данкуту (по очкам), Зейко Мавровичау (по очкам), Эдилсону Родригесу (нокаутом), после чего ушёл из бокса.